# سينثيا فريمان
سينثيا فريمان (بالإنجليزية: Cynthia Freeman)‏ (10 يناير 1915 - 22 أكتوبر 1988)؛ روائية أمريكية.